# بالاگیه-دولت
بالاگیه-دولت (به فرانسوی: Balaguier-d'Olt) یک کمون (فرانسه) در فرانسه است که در canton of Capdenac-Gare واقع شده‌است. بالاگیه-دولت ۱۰٫۸۴ کیلومتر مربع مساحت دارد ۱۵۰ متر بالاتر از سطح دریا واقع شده‌است.